# 1394 Algoa
1394 Algoa eller 1936 LK är en asteroid i huvudbältet som upptäcktes 12 juni 1936 av den sydafrikanske astronomen Cyril V. Jackson i Johannesburg. Det har fått sitt namn efter Algoa Bay i Sydafrika.